# Spermatocyte

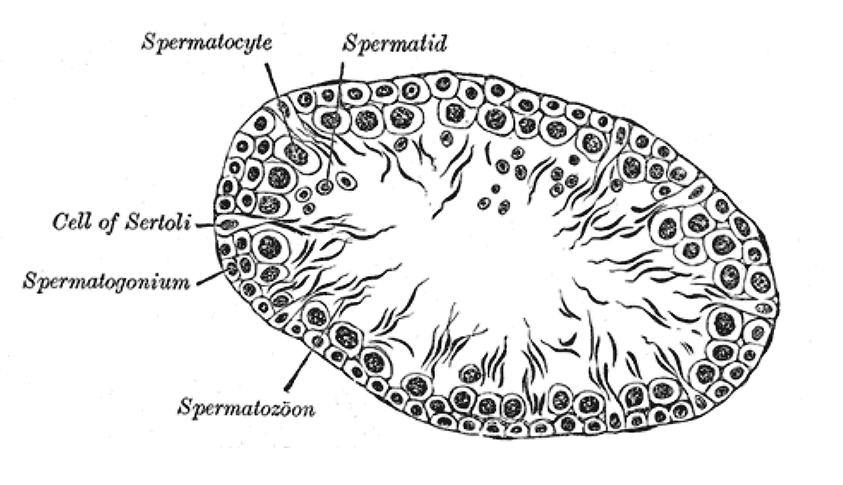
Coupe transversale d'un tubule du testicule d'un rat. × 250. On y voit des spermatocytes

Les spermatocytes sont des cellules de la lignée germinale mâle. Ce sont des gamétocytes, tout comme les ovocytes qui sont leurs équivalents dans la lignée femelle. Il y a deux types de spermatocytes, primaires et secondaires, les deux étant issus d'un processus de spermatogenèse.
Les spermatocytes primaires sont diploïdes et issus des spermatogonies par mitose. Ils subissent la première division de la méiose pour donner des spermatocytes secondaires, haploïdes. Ces derniers se transforment ensuite en spermatides lors de la seconde division, lesquels se différencieront en spermatozoïdes.